# Депортација кримских Татара
Депортација кримских Татара (Къырымтатар халкъынынъ сюргюнлиги) или Sürgünlik ("изгнанство") је било етничко чишћење и културни геноцид над најмање 191.044 кримских Татара који су извршиле совјетске власти од 18. до 20. маја 1944. године, који је надгледао Лаврентиј Берија, шеф совјетске државе безбедности и тајне полиције, а коју је наредио совјетски вођа Јосиф Стаљин. У та три дана, НКВД је сточним возовима депортовао углавном жене, децу и старце, чак и чланове Комунистичке партије и Црвене армије, углавном у Узбечку ССР, удаљену неколико хиљада километара. Они су били једна од неколико етничких група које су биле подвргнуте Стаљиновој политици присилног расељавања становништва у Совјетском Савезу.
Депортација је званично представљена као колективна казна за наводну сарадњу неких кримских Татара са нацистичком Немачком, али савремени стручњаци кажу да је депортација била део совјетског плана да се приступи Дарданелима и стекне територија у Турској, где су Татари имали турске етничке сроднике, или да се уклоне мањине из пограничних региона Совјетског Савеза.
Скоро 8.000 кримских Татара је умрло током депортације, а десетине хиљада је касније страдало у тешким условима изгнанства. Депортација Кримских Татара је резултирала напуштањем 80.000 домаћинстава и 360.000 јутара земље. Уследила је интензивна кампања детатаризације Крима у покушају да се избришу преостали трагови постојања кримских Татара. Године 1956. нови совјетски лидер Никита Хрушчов осудио је Стаљинову политику, укључујући депортацију различитих етничких група, али није укинуо директиву којом се забрањује повратак кримских Татара упркос томе што је дозволио повратак већини других депортованих народа. Кримски Татари су остали у средњој Азији још неколико деценија све до ере перестројке касних 1980-их, када се 260.000 кримских Татара вратило на Крим. Њихово изгнанство је трајало 45 година. Забрана њиховог повратка је званично проглашена ништавном када је Врховни савет Крима 14. новембра 1989. прогласио да су депортације биле злочин.
До 2004. године, број кримских Татара који су се вратили на Крим повећао је њихов удео у становништву полуострва на 12 процената. Совјетске власти нису помогле њиховом повратку нити им надокнадиле изгубљену земљу. Ни Украјина ни Руска Федерација нису обезбедиле репарације, надокнадиле депортоване због изгубљене имовине, нити покренуле судски поступак против починилаца принудног пресељења. Депортација и асимилацијски напори у Азији представљају кључни период у историји кримских Татара. Између 2015. и 2019. године, Украјина, Литванија, Летонија и Канада су формално признале депортацију као геноцид.

## Позадина
Кримски Татари су контролисали Кримски канат од 1441. до 1783. године, када је Крим припојен Руској империји као мета руске експанзије. До 14. века, већина турског становништва Крима је прихватила ислам, након преобраћења Узбег-кана из Златне Хорде. Била је то најдуже преживела држава Златне Хорде. Често су улазили у сукобе са Русијом — од 1468. до 17. века, кримски Татари су били несклони новоуспостављеној руској власти. Тако су кримски Татари почели да напуштају Крим у неколико таласа емиграције. Између 1784. и 1790. године, од око милион становника, око 300.000 кримских Татара отишло је у Османско царство.
Кримски рат је покренуо још један масовни егзодус кримских Татара. Између 1855. и 1866. најмање 500.000 муслимана, а могуће и до 900.000, напустило је Руско царство и емигрирало у Отоманско царство. Од тог броја, најмање једна трећина је са Крима, док су остали са Кавказа. Ови емигранти су чинили 15–23 одсто укупног становништва Крима. Руска империја је ту чињеницу искористила као идеолошку основу за даље русификовање „Нове Русије“. На крају су кримски Татари постали мањина на Криму; 1783. чинили су 98 процената становништва, али је до 1897. овај број пао на 34,1 проценат. Док су се кримски Татари исељавали, руска влада је подстицала русификацију полуострва, насељавајући га Русима, Украјинцима и другим словенским етничким групама; ова русификација се наставила током совјетске ере.
Након Октобарске револуције 1917. године, Крим је 18. октобра 1921. добио аутономни статус унутар СССР-а, али је колективизација 1920-их довела до тешке глади од које је страдало и до 100.000 Кримљана када су њихови усеви транспортовани у „важније“ регионе Совјетског Савеза. Према једној процени, три четвртине жртава глади су били кримски Татари. Њихов статус се додатно погоршао након што је Јосиф Стаљин постао совјетски лидер и спровео репресију која је довела до смрти најмање 5,2 милиона совјетских грађана између 1927. и 1938.

### Други светски рат
Године 1940. Кримска Аутономна Совјетска Социјалистичка Република имала је приближно 1.126.800 становника, од којих су 218.000 или 19,4 одсто становништва, били кримски Татари. 1941. године, нацистичка Немачка је извршила инвазију на источну Европу, анектирајући већи део западног СССР-а. Кримски Татари су у почетку гледали на Немце као на ослободиоце од стаљинизма, а такође су их Немци позитивно третирали у Првом светском рату.
Многи од заробљених кримских Татара који су служили у Црвеној армији послати су у логоре за ратне заробљенике након што су Румуни и нацисти дошли да окупирају већи део Крима. Иако су нацисти у почетку позивали на убиство свих „азијских инфериорних” и парадирали око кримских татарских заробљеника означених као „монголско подчовештво”, они су ревидирали ову политику суочени са одлучним отпором Црвене армије. Почевши од 1942. Немци су регрутовали совјетске ратне заробљенике да формирају војску за подршку. Добруџански татарски националиста Фазил Улкусал и Липка Татар Едиге Киримал помогли су у ослобађању кримских Татара из немачких логора за ратне заробљенике и уврштавању у независну кримску легију подршке за Вермахт. Ова легија је на крају укључила осам батаљона, иако су многи припадници били других националности. Од новембра 1941. године, немачке власти су дозволиле кримским Татарима да оснивају муслиманске комитете у разним градовима као симболично признање неке локалне власти, иако им није дата никаква политичка моћ.
| Година | Број    | Проценат |
| 1783   | 500.000 | 98%      |
| 1897   | 186,212 | 34,1%    |
| 1939   | 218,879 | 19,4%    |
| 1959   | —       | —        |
| 1979   | 5,422   | 0,3%     |
| 1989   | 38,365  | 1,6%     |
| ------ | ------- | -------- |

Многи комунисти кримских Татара оштро су се противили окупацији и помагали покрету отпора да пружи драгоцене стратешке и политичке информације. Други кримски Татари су се такође борили на страни совјетских партизана, попут Тархановског покрета од 250 кримских Татара који се борио током 1942. године до свог уништења. Шест кримских Татара је чак проглашено за хероје Совјетског Савеза, а хиљаде других су одликовале високим почастима у Црвеној армији.
До 130.000 људи је погинуло током окупације Крима од стране силе Осовине. Нацисти су спровели бруталну репресију, уништивши више од 70 села која су заједно била дом за око 25 одсто становништва Кримских Татара. Хиљаде кримских Татара су присилно пребачене да раде као "остарбајтери" (источни радници) у немачким фабрикама под надзором Гестапоа у погонима који су описани као „огромне робовске радионице“, што је резултирало губитком сваке подршке кримских Татара. У априлу 1944. Црвена армија је успела да одбије снаге Осовине са полуострва у Кримској офанзиви.
Већину помоћних добровољаца, њихове породице и све оне који су били повезани са муслиманским комитетима евакуисали су Вермахт и Румунска војска у Немачку и Мађарску или Добруџу где су се придружили Источно-турској дивизији. Тако је Вермахт који се повлачио евакуисао већину колаборациониста са Крима. Многи совјетски званичници су то такође препознали и одбацили тврдње да су кримски Татари масовно издали Совјетски Савез. Присуство муслиманских комитета које су из Берлина организовали разни турски странци чинило се разлогом за забринутост у очима совјетске владе, која је у то време већ била опрезна према Турској.

### Фалсификовање информација у медијима
Совјетске публикације су очигледно кривотвориле информације о кримским Татарима у Црвеној армији, идући толико далеко да су кримскотатарског хероја Совјетског Савеза Узеира Абдураманова описали као Азера, а не кримског Татара, на насловној страни издања часописа Огониок из 1944. године - иако је његова породица депортована због тога што је био кримски Татар само неколико месеци раније. У књизи У планинама Таврије лажно се тврдило да је добровољац партизански извиђач Бекир Османов био немачки шпијун и стрељан, иако је Централни комитет касније признао да никада није служио Немцима и да је преживео рат, наложивши да се каснија издања исправе пошто су још жив Османов и његова породица приметили очигледну лаж. Амет-кан Султан, рођен од мајке кримске Татарке и оца Лакца на Криму, где је рођен и одрастао, често је описиван као Дагестанац у медијима након депортације, иако је себе увек сматрао кримским Татаром.

## Депортација
Званично, због сарадње са силама Осовине током Другог светског рата, совјетска влада је колективно казнила десет етничких мањина, међу њима и кримске Татаре. Казна је укључивала депортацију у удаљене регионе средње Азије и Сибира. Совјетски извештаји из касних 1940-их оптужују кримске Татаре као етничке издајнике. Иако су кримски Татари порицали да су починили издају, ова идеја је била широко прихваћена током совјетског периода и опстаје у руској научној и популарној литератури.
Лаврентиј Берија је 10. маја 1944. препоручио Стаљину да кримске Татаре треба депортовати из пограничних региона због њихових „издајничких поступака“. Стаљин је накнадно издао наредбу ГКО бр. 5859сс, која је предвиђала пресељење кримских Татара. Депортација је трајала само три дана, од 18. до 20. маја 1944, током којих су агенти НКВД-а ишли од куће до куће сакупљајући кримске Татаре под нишаном оружја и терајући их да уђу у затворене возове за стоку који би их пребацили скоро 3.200 километара на удаљене локације у Узбекистанској Совјетској Социјалистичкој Републици. Кримским Татарима је било дозвољено да носе до 500 кг своје имовине по породици. Једине које су могле да избегну ову судбину биле су кримске Татарке које су биле удате за мушкарце некажњених етничких група. Прогнани кримски Татари путовали су у претрпаним вагонима неколико недеља и недостајало им је хране и воде. Процењује се да су са Крима депортоване најмање 228.392 особе, од којих су најмање 191.044 кримских Татара у 47.000 породица. Пошто је 7.889 људи страдало у дугом транзиту у затвореним вагонима, НКВД је регистровао 183.155 живих кримских Татара који су стигли на своја одредишта у Централној Азији. Већина депортованих је сакупљена из села Крима. Само 18.983 прогнаника било је из кримских градова.
Дана 4. јула 1944. НКВД је званично обавестио Стаљина да је пресељење завршено. Међутим, недуго након тог извештаја, НКВД је сазнао да је једна од његових јединица заборавила да депортује људе са Арабатске превлаке. Уместо да припреми додатни трансфер у возовима, НКВД је 20. јула укрцао стотине кримских Татара на стари брод, одвезао га на сред Азовског мора и потопио брод. Они који се нису удавили били су докрајчени митраљезима.
Званично, кримски Татари су елиминисани са Крима. Депортација је обухватила све особе које је влада сматрала кримским Татарима, укључујући децу, жене и старце, па чак и оне који су били чланови Комунистичке партије или Црвене армије. Као такви, законски су означени као специјални расељеници, што је значило да су они званично грађани другог реда, којима је забрањено да напуштају периметар додељеног подручја, похађају престижне универзитете и морали су редовно да се јављају командантима.
Током овог масовног исељавања, совјетске власти су конфисковале око 80.000 кућа, 500.000 комада стоке, 360.000 хектара земље и 40.000 тона пољопривредних намирница. Поред 191.000 депортованих кримских Татара, совјетске власти су са полуострва иселиле и 9.620 Јермена, 12.420 Бугара и 15.040 Грка. Сви су били колективно жигосани као издајници и деценијама у СССР-у били грађани другог реда. Међу депортованима су биле и 283 особе друге националности: Италијана, Румуна, Караима, Курда, Чеха, Мађара и Хрвата. Током 1947. и 1948. локални МВД је са Крима депортовао још 2.012 ветерана повратника.
Укупно је 151.136 кримских Татара депортовано у Узбекистанску ССР; 8.597 у Маријску Аутономну Совјетску Социјалистичку Републику; и 4.286 у Казахстанску Совјетску Социјалистичку Републику; а преосталих 29.846 послато је у разне удаљене регионе руске СФСР. Када су кримски Татари стигли на своје одредиште у Узбекистанску ССР, дочекали су их непријатељски мештани Узбекистана који су на њих бацали камење, чак и на њихову децу, јер су чули да су кримски Татари „издајници“ и „фашистички колаборационисти“. Узбеци су се противили да постану „депонија за издајничке нације“. У наредним годинама регистровано је неколико напада на становништво кримских Татара, од којих су неки били фатални.
Масовне депортације са Крима организовали су Лаврентиј Берија, шеф совјетске тајне полиције, НКВД, и његови потчињени Богдан Кобулов, Иван Серов, Б. П. Обручников, М.Г. Свинелупов и А. Н. Аполонов. Теренске операције је водио Г. П. Добрињин, заменик шефа система Гулага; Г. А. Бежанов, пуковник државне безбедности; И. И. Пијашев, генерал-мајор; С. А. Клепов, комесар државне безбедности; И. С. Шередега, генерал-потпуковник; Б. И. Текајев, потпуковник државне безбедности; и два локална лидера, П. М. Фокин, шеф НКГБ Крима, и В. Т. Сергјенко, генерал-потпуковник. Да би извршио ову депортацију, НКВД је обезбедио 5.000 наоружаних агената, а НКГБ је доделио додатних 20.000 наоружаних људи, заједно са неколико хиљада редовних војника. Две Стаљинове директиве из маја 1944. откривају да су многи делови совјетске владе, од финансирања до транзита, били укључени у извођење операције.
Дана 14. јула 1944. ГКО је одобрио усељење 51.000 људи, углавном Руса, у 17.000 празних колективних фарми на Криму. Кримска АССР је укинута 30. јуна 1945.
Совјетска пропаганда је настојала да сакрије пресељење становништва тврдњом да су се кримски Татари „добровољно преселили у Централну Азију“. У суштини, међутим, према историчару Паулу Роберту Магоцију, Крим је био „етнички очишћен“. Након овог чина, термин кримски Татар је избачен из руско-совјетског лексикона, а сви кримскотатарски топоними (називи градова, села и планина) на Криму промењени су у руска имена на свим мапама у оквиру широке кампање детатаризације. Муслиманска гробља и верски објекти на Криму су срушени или претворени у секуларна места. За време Стаљинове владавине нико није смео да помене да је та етничка припадност постојала у СССР-у. То је отишло толико далеко да је многим појединцима чак било забрањено да се изјасне као кримски Татари током совјетских пописа становништва 1959, 1970. и 1979. Могли су само да се изјасне као Татари. Ова забрана је укинута током совјетског пописа становништва 1989. године.

## Последице

### Смртност и број умрлих
| Година                          | Број умрлих |
| ------------------------------- | ----------- |
| мај 1944 – 1. јануар 1945       | 13 592      |
| 1. јануар 1945 – 1. јануар 1946 | 13 183      |

Први депортовани почели су да пристижу у Узбекистанску ССР 29. маја 1944, а већина их је стигла до 8. јуна 1944. Стопа смртности која је уследила остаје спорна; НКВД је водио непотпуну евиденцију о стопи смртности међу пресељеним етничким групама које су живеле у избеглиштву. Као и остали депортовани народи, кримски Татари су стављени под режим специјалних насеља. Многи од депортованих обављали су принудни рад: њихови задаци су укључивали рад у рудницима угља и грађевинским батаљонима, под надзором НКВД-а. Дезертери су погубљени. Специјални досељеници су рутински радили једанаест до дванаест сати дневно, седам дана у недељи. Упркос овом тешком физичком раду, кримским Татарима је давано само око 200 г до 400 г хлеба дневно. Смештај је био незадовољавајући; неки су били приморани да живе у баракама где „није било врата ни прозора, ништа, само трска“ а на поду су спавали.
Сам транспорт до ових удаљених подручја и радних колонија био је подједнако напоран. Теоретски, НКВД је у сваки вагон утоварио по 50 људи, заједно са њиховом имовином. Једна сведокиња је тврдила да су у њеном вагону биле 133 особе. Имали су само једну рупу у поду вагона која је служила као тоалет. Неке труднице су биле принуђене да се порађају у овим затвореним железничким вагонима. Услови у претрпаним вагонима су погоршани недостатком хигијене, што је довело до појаве случајева пегавог тифуса. Пошто су возови стајали само да отворе врата у ретким приликама током путовања, болесници су неизбежно контаминирали друге у вагонима. Тек када су стигли на одредиште у Узбекистанској ССР, кримски Татари су ослобођени из запечаћених вагона. Ипак, неки су преусмерени на друга одредишта у Централној Азији и морали су да наставе пут. Неки сведоци су тврдили да су путовали 24 узастопна дана. За све то време, док су били заробљени унутра, добијали су врло мало хране или воде. Није било свежег ваздуха пошто су врата и прозори били затворени. У Казахстанској ССР, транспортни стражари су откључавали врата само да би избацили лешеве дуж пруге. Кримски Татари су тако ове вагоне називали „крематоријуми на точковима“. Записи показују да је најмање 7.889 кримских Татара умрло током овог дугог путовања, што је око 4 процента њихове целокупне етничке припадности.
Висока стопа смртности наставила се неколико година у егзилу због неухрањености, радне експлоатације, болести, недостатка медицинске неге и изложености оштрој пустињској клими Узбекистана. Прогнаници су често били распоређени на најтежа градилишта. Узбекистанске медицинске установе биле су пуне кримских Татара који су били подложни локалним азијским болестима које нису постојале на полуострву Крим где је вода била чистија, укључујући жуту грозницу, дистрофију, маларију и цревне болести. Број смртних случајева био је највећи током првих пет година. Совјетске власти су 1949. године пребројале становништво депортованих етничких група које су живеле у посебним насељима. Према њиховој евиденцији, у ових пет година било је 44.887 смртних случаје ваизнад просека, 19,6 одсто те укупне групе. Други извори наводе цифру од 44.125 смртних случајева за то време, док трећи извор, користећи алтернативне архиве НКВД-а, даје цифру од 32.107 смртних случајева. Ови извештаји су укључивали све људе пресељене са Крима (укључујући Јермене, Бугаре и Грке), али су кримски Татари чинили већину у овој групи. Прошло је пет година док број рођених међу депортованим људима није почео да премашује број умрлих. Совјетске архиве откривају да је између маја 1944. и јануара 1945. године укупно 13.592 кримских Татара страдало у егзилу, што је око 7 одсто њиховог укупног становништва. Скоро половина свих умрлих (6.096) била су деца млађа од 16 година; још 4.525 су биле одрасле жене и 2.562 одрасли мушкарци. Током 1945. године умрло је још 13.183 људи. Тако је до краја децембра 1945. у избеглиштву већ умрло најмање 27.000 кримских Татара. Једна кримска Татарка која живи у близини Ташкента присетила се догађаја из 1944. године:
"Моји родитељи су пресељени са Крима у Узбекистан у мају 1944. Моји родитељи су имали сестре и браћу, али када су стигли у Узбекистан, преживели су само они сами. Сестре мојих родитеља и браћа и родитељи су сви умрли у транзиту од прехладе и других болести…. Моја мајка је остала потпуно сама и њен први посао је био да сече дрвеће."
Процене Кримских Татара указују на цифре смртности које су биле далеко веће и износиле су 46% њихове популације која живи у егзилу. Године 1968, када је Леонид Брежњев председавао СССР-ом, кримскотатарски активисти су били прогањани јер су користили ту високу цифру смртности под маском да је то „клевета СССР-а“. Како би показао да кримски Татари претерују, КГБ је објавио бројке које показују да је умрло „само“ 22 одсто те етничке групе. Карачајски демограф Далчат Едијев процењује да је 34.300 кримских Татара умрло због депортације, што представља стопу смртности од 18 одсто. Ханибал Тревис процењује да је укупно 40.000–80.000 кримских Татара умрло у егзилу. Професор Мајкл Ривкин наводи цифру од најмање 42.000 кримских Татара који су умрли између 1944. и 1951. године, укључујући 7.900 који су умрли током транзита. Професор Брајан Глин наводи број од 40.000 до 44.000 умрлих као последицу ове депортације. Државни комитет Крима је проценио да је 45.000 кримских Татара умрло између 1944. и 1948. године. Званични извештај НКВД процењује да је умрло 27 одсто те етничке припадности.
Различите процене стопе смртности кримских Татара:
| 27%               | 73%                   |  |
| Умро у изгнанству | Преживео у изгнанству |  |

| 46%               | 54%                   |  |
| Умро у изгнанству | Преживео у изгнанству |  |

### Рехабилитација
Стаљинова влада ускратила је кримским Татарима право на образовање или објављивање на њиховом матерњем језику. Упркос забрани, и иако су морали да уче на руском или узбечком, задржали су свој културни идентитет. Године 1956. нови совјетски лидер, Никита Хрушчов, одржао је говор у којем је осудио Стаљинову политику, укључујући масовне депортације различитих етничких група. Ипак, иако је многим народима било дозвољено да се врате у своје домове, три групе су биле присиљене да остану у изгнанству: совјетски Немци, мешкетски Турци и кримски Татари. Године 1954. Хрушчов је дозволио да Крим буде укључен у Украјинску Совјетску Социјалистичку Републику пошто је Крим копненим путем повезан са Украјином, а не са Руском СФСР. 28. априла 1956. године, објављена је директива „О уклањању ограничења за посебно насељавање кримских Татара… пресељених током Великог отаџбинског рата“ и издато наређење да се депортовани одјаве и пусте из административног надзора. Међутим, и даље су задржана разна друга ограничења и кримским Татарима није било дозвољено да се врате на Крим. Штавише, исте године украјински савет министара забранио је прогнаним кримским Татарима, Грцима, Немцима, Јерменима и Бугарима да се преселе чак и у Херсонску, Запорошку, Николајевску и Одеску област у Украјинској ССР. Кримски Татари нису добили никакву надокнаду за изгубљену имовину.
Педесетих година прошлог века кримски Татари су почели активно да се залажу за право на повратак. Године 1957. сакупили су 6.000 потписа за петицију која је послата Врховном совјету и захтевала њихову политичку рехабилитацију и повратак на Крим. Године 1961. прикупљено је 25.000 потписа за петицију која је послата Кремљу.
Мустафа Џемилев, који је имао само шест месеци када је његова породица депортована са Крима, одрастао је у Узбекистану и постао активиста за право кримских Татара на повратак. Први пут је ухапшен 1966. године и провео је укупно 17 година у затвору током совјетске ере. То му је донело надимак „кримски Татар Мандела“. Године 1984. осуђен је по шести пут за „антисовјетску активност“, али му је дао моралну подршку совјетски дисидент Андреј Сахаров, који је посматрао четврто суђење Џемилеву 1976. Када су старији дисиденти ухапшени, појавила се нова, млађа генерација која ће их заменити.
Дана 21. јула 1967. године, представници кримских Татара, предвођени дисидентом Ајше Сејмуратовом, добили су дозволу да се састану са високим совјетским званичницима у Москви, укључујући Јурија Андропова. Током састанка, кримски Татари су тражили исправљање свих неправди СССР-а према свом народу. У септембру 1967. Врховни совјет је издао декрет којим се признаје да је оптужба за издају читавог народа „неразумна“, али није дозволила кримским Татарима потпуну рехабилитацију која обухвата право на повратак као и другим депортованим народима. Пажљиво формулисана уредба није их помињала као „кримске Татаре“, већ као „држављане татарске националности који су раније живели на Криму, настањени у Узбекистанској ССР“, чиме се минимизира постојање кримских Татара и умањује њихова жеља за правом повратка поред стварања премисе за потраживања питања које се „решавају“. Појединци су се ујединили и формирали групе које су се вратиле на Крим 1968. године саме, без државне дозволе, али су совјетске власти још једном депортовале њих 6.000. Најзначајнији пример таквог отпора био је активиста кримских Татара, Муса Мамут, који је депортован када је имао 12 година и који се вратио на Крим јер је желео да поново види свој дом. Када га је полиција обавестила да ће бити исељен, запалио се. Ипак, 577 породица је успело да добије државну дозволу за боравак на Криму.
Године 1968. избили су немири међу кримским Татарима у узбекистанском граду Чирчику. У октобру 1973. јеврејски песник и професор Иља Габај извршио је самоубиство скочивши са зграде у Москви. Био је један од значајних јеврејских дисидената у СССР-у који се борио за права потлачених народа, посебно кримских Татара. Габај је био ухапшен и послат у радни логор, али је и даље инсистирао на свом циљу јер је био уверен да је третман кримских Татара од стране СССР-а био геноцид. Године 1973. Џемилев је такође ухапшен због свог залагања за право кримских Татара да се врате на Крим.

### Репатријација
Упркос дестаљинизацији, ситуација се није променила све до Горбачовљеве перестројке касних 1980-их. Татарски протест из 1987. у близини Кремља подстакао је Горбачова да формира Громикову комисију која је осудила тврдње Татара, али је друга комисија препоручила „обнављање аутономије“ за кримске Татаре. Године 1989. забрана повратка депортованих етничких група је званично проглашена ништавном и Врховни савет Крима је даље прогласио депортације кривичним, чиме је отворен пут за повратак кримских Татара. Џемилев се вратио на Крим те године, са најмање 166.000 других Татара који су урадили исто до јануара 1992. Руски закон о рехабилитацији репресираних народа из 1991. рехабилитовао је све совјетске репресиране етничке групе и укинуо све претходне руске законе који се односе на депортације, позивајући на „рестаурацију и враћање културних и духовних вредности и архива који представљају наслеђе репресираног народа“.
До 2004. године кримски Татари су чинили 12 одсто становништва Крима. Повратак је био испуњен: протестима руских националиста на Криму и сукобима између локалног становништва и кримских Татара у близини Јалте, којима је била потребна интервенција војске. Локалне совјетске власти нису биле вољне да помогну повратницима око посла или становања. Након распада СССР-а, Крим је био део Украјине, али је Кијев давао ограничену подршку кримскотатарским насељеницима. Око 150.000 повратника је аутоматски добило држављанство према украјинском Закону о држављанству из 1991. године, али 100.000 који су се вратили након што је Украјина прогласила независност суочило се са неколико препрека укључујући скупи бирократски процес.
До 2004. године кримски Татари су чинили 12 одсто становништва Крима. Повратак је био испуњен протестима руских националиста на Криму и сукобима између локалног становништва и кримских Татара у близини Јалте; била је потребна и интервенција војске. Локалне совјетске власти нису биле вољне да помогну повратницима око запослења или становања. Након распада СССР-а, Крим је био део Украјине, али је Кијев давао ограничену подршку кримскотатарским насељеницима. Око 150.000 повратника је аутоматски добило држављанство према украјинском Закону о држављанству из 1991. године, али 100.000 који су се вратили након што је Украјина прогласила независност суочило се са неколико препрека укључујући скупи бирократски процес.

### Припајање Крима Руској Федерацији
У марту 2014. године дошло је до припајања Крима Руској Федерацији, што је заузврат Генерална скупштина Уједињених нација (Резолуција Генералне скупштине Уједињених нација 68/262) прогласила незаконитим и што је довело до даљег погоршања права кримских Татара. Иако је Руска Федерација 21. априла 2014. издала Уредбу бр. 268 „О мерама за рехабилитацију јерменског, бугарског, грчког, кримско-татарског и немачког народа и државној подршци њиховом оживљавању и развоју“ у пракси се према кримским Татарима односио са далеко мање пажње. Канцеларија високог комесара Уједињених нација за људска права издала је упозорење Кремљу 2016. јер је „застрашио, малтретирао и затварао представнике кримских Татара, често под сумњивим оптужбама“, док је представничко тело Меџлис кримских Татара забрањено.
УН су известиле да су од преко 10.000 људи који су напустили Крим након анексије 2014. године, већина били кримски Татари, што је изазвало даљи пад њихове крхке заједнице. Кримски Татари су навели више разлога за свој одлазак, међу којима су несигурност, страх и застрашивање нових руских власти. У свом извештају из 2015. године, Канцеларија високог комесара Уједињених нација за људска права упозорила је да су на Криму забележена различита кршења људских права, укључујући спречавање кримских Татара да обележе 71. годишњицу њихове депортације.

## Савремени погледи и наслеђе
Историчар Едвард Олворт приметио је да је степен маргинализације кримских Татара био изразита аномалија у националној политици у СССР-у с обзиром на чврсту опредељеност странке да задржи статус кво да их не признаје као посебну етничку групу поред асимилације и „укорењивања“ у егзилу, у оштрој супротности са рехабилитацијом других депортованих етничких група као што су Чечени, Ингуши, Карачајци, Балкарци и Калмици које су доживеле у доба Хрушчова.
Између 1989. и 1994. године, око четврт милиона кримских Татара вратило се на Крим из егзила у Централној Азији. Ово је виђено као симболична победа њихових настојања да се врате у родну земљу. Вратили су се после 45 година изгнанства.
Ниједна од неколико етничких група које су депортоване током Стаљинове ере није добила никакву финансијску надокнаду. Неке кримско-татарске групе и активисти позвали су међународну заједницу да изврши притисак на Руску Федерацију, државу наследницу СССР-а, да финансира рехабилитацију те етничке припадности и обезбеди финансијску компензацију за присилно пресељење.
Упркос хиљадама кримских Татара у Црвеној армији када је напала Берлин, кримски Татари су деценијама и даље били виђени и третирани као пета колона. Неки историчари ово објашњавају као део Стаљиновог плана да преузме потпуну контролу над Кримом. Совјети су тражили приступ Дарданелима и контролу над територијом у Турској, где су кримски Татари имали етничке сроднике. Сликајући кримске Татаре као издајнике, ова мрља би се могла проширити и на њихове рођаке. Научник Валтер Коларц наводи да је депортација и покушај ликвидације кримских Татара као етничке припадности 1944. био само завршни чин вишевековног процеса руске колонизације Крима који је започео 1783. Историчар Грегори Дуфо сматра совјетске оптужбе против кримских Татара као згодан изговор за њихово насилно пресељење којим је Москва обезбедила приступ геостратешком јужном Црном мору с једне стране и истовремено елиминисала хипотетичке побуњеничке нације. Професорка руске и совјетске историје Ребека Менли је на сличан начин закључила да је прави циљ совјетске владе био да „очисти“ пограничне регионе од „непоузданих елемената“. Професор Брајан Глин Вилијамс наводи да депортације Мешкетинских Турака, упркос томе што никада нису били близу места борбе и никада нису оптужени за било какав злочин, даје најјачу веродостојност чињеници да су депортације Кримљана и Кавказаца биле последица совјетске спољне политике пре него било какви стварни „универзални масовни злочини”.
Модерна тумачења научника и историчара понекад класификују ову масовну депортацију цивила као злочин против човечности, етничко чишћење, депопулацију, акт стаљинистичке репресије, или „етноцид“, што значи намерно брисање идентитета и културе једне нације. Кримски Татари овај догађај називају Sürgünlik („изгнанство“). Перцепција кримских Татара као „нецивилизованих“ и заслужних за депортацију и даље је присутна код руских и украјинских насељеника на Криму.

### Питање и признање геноцида
Неки активисти, политичари, научници, земље и историчари иду још даље и сматрају депортацију злочином геноцида или културним геноцидом. Норман Најмарк пише: „Чечени и Ингуши, кримски Татари и други "кажњени народи" ратног периода су, заиста, били предвиђени за елиминацију, ако не физички, онда као националности које се идентификују. Професор Лиман Х. Легтерс је тврдио да би совјетски казнени систем, у комбинацији са његовом политиком пресељења, требало да се сматра геноцидним, јер су најтеже казне изрицане одређеним етничким групама, и да пресељење ових етничких група, чији опстанак зависи од веза са њиховим домовинама, "имало геноцидни ефекат који се може поправити само враћањем групе у њену домовину." Совјетски дисиденти Иља Габај и Пјотр Григоренко обојица су тај догађај класификовали као геноцид. Историчар Тимоти Снајдер уврстио га је на листу совјетских политика које „испуњавају стандард геноцида.“ Украјински парламент је 12. децембра 2015. донео резолуцију којом је овај догађај признао као геноцид и прогласио 18. мај као „Дан сећања на жртве геноцида“ над кримским Татарима.“ Парламент Летоније је 9. маја 2019. признао догађај као геноцид.Парламент Литваније је исто учинио 6. јуна 2019. Канадски парламент усвојио је предлог 10. јуна 2019. којим се признаје депортација кримских Татара 1944. као геноцид који је починио совјетски диктатор Стаљин. Дана 26. априла 1991. Врховни совјет Руске Социјалистичке Федеративне Совјетске Републике, под председавајућим Борисом Јељцином, донео је закон о Рехабилитација репресираних народа са чланом 2 који осуђује све масовне депортације као „Стаљинову политику клевете и геноцида“.
Мањински спор је догађај дефинисао као геноцид. Према Александру Статијеву, совјетске депортације су резултирале „геноцидном стопом смртности“, али Стаљин није имао намеру да истреби ове народе. Он такве депортације сматра само примером совјетске асимилације „нежељених нација“. Према Амиру Вајнеру, совјетски режим је настојао да искорени „само“ њихов „територијални идентитет“. Такве ставове је Џон Чанг критиковао као „гентрификовани расизам“ и историјски ревизионизам. Напоменуо је да су депортације заправо биле засноване на етничкој припадности жртава.

### У популарној култури
2008. године, Лили Хајд, британска новинарка која живи у Украјини, објавила је роман под називом Земља снова који се врти око повратка кримско-татарске породице у своју домовину 1990-их. Прича је испричана из перспективе 12-годишње девојчице која се са родитељима, братом и дедом сели из Узбекистана у срушено село. Њен деда прича јој приче о херојима и жртвама међу кримским Татарима.
Украјински филм на кримскотатарском језику Хаитарма из 2013. приказује искуство кримскотатарског летачког аса и хероја Совјетског Савеза Амет-кан Султана током депортација 1944. године.
Кристина Пашин је 2015. објавила документарни филм Борба за дом: Кримски Татари у копродукцији Украјине и Катара. Приказује историју кримских Татара од 1783. до 2014. године, са посебним нагласком на масовну депортацију 1944. године.
На такмичењу за Песму Евровизије 2016. у Стокхолму, у Шведској, украјинска певачица кримских Татара Џамала извела је песму „1944“, која се односи на депортацију кримских Татара у истоименој години. Џамала, етничка кримска Татарка рођена у избеглиштву у Киргистану, посветила је песму својој депортованој прабаки. Постала је прва кримска Татарка која је наступила на Евровизији и прва која је наступила са песмом са текстом на кримскотатарском језику. Победила је на такмичењу, поставши друга украјинска уметница која је победила на том догађају.

### Књиге
- Allworth, Edward (1998). The Tatars of Crimea: Return to the Homeland: Studies and Documents. Durham: Duke University Press. ISBN 9780822319948. LCCN 97019110. OCLC 610947243.
- Allworth, Edward (1988). Tatars of the Crimea: Their Struggle for Survival: Original Studies from North America, Unofficial and Official Documents from Czarist and Soviet Sources. Michigan: Columbia University. Center for the Study of Central Asia. ISBN 0822307588.
- Bazhan, Oleg (2015). „The Rehabilitation of Stalin's Victims in Ukraine, 1953–1964: A Socio-Legal Perspective”.  Ур.: McDermott, Kevin; Stibbe, Matthew. De-Stalinising Eastern Europe: The Rehabilitation of Stalin's Victims after 1953. Basingstoke: Palgrave Macmillan. ISBN 9781137368928. OCLC 913832228.
- Buckley, Cynthia J.; Ruble, Blair A.; Hofmann, Erin Trouth (2008). Migration, Homeland, and Belonging in Eurasia. Washington, D.C.: Woodrow Wilson Center Press. ISBN 9780801890758. LCCN 2008015571. OCLC 474260740 — преко Google Books.
- Bugay, Nikolay (1996). The Deportation of Peoples in the Soviet Union. New York City: Nova Publishers. ISBN 9781560723714. OCLC 36402865 — преко Google Books.
- Burleigh, Michael (2001). The Third Reich: A New History. Macmillan. ISBN 978-0-8090-9326-7. OCLC 44084002 — преко Google Books.
- Dadabaev, Timur (2015). Identity and Memory in Post-Soviet Central Asia: Uzbekistan's Soviet Past. Milton Park: Routledge. ISBN 9781317567356. LCCN 2015007994. OCLC 1013589408.
- Drohobycky, Maria (1995). Crimea: Dynamics, Challenges and Prospects. Lanham: Rowman & Littlefield. ISBN 9780847680672. LCCN 95012637. OCLC 924871281.
- Fisher, Alan W. (2014). Crimean Tatars. Stanford, California: Hoover Press. ISBN 9780817966638. LCCN 76041085. OCLC 946788279.
- Garrard, John; Healicon, Alison (1993). World War 2 and the Soviet People: Selected Papers from the Fourth World Congress for Soviet and East European Studies. New York City: Springer. ISBN 9781349227969. LCCN 92010827. OCLC 30408834 — преко Google Books.
- Hall, M. Clement (2014). The Crimea: A very short history. ISBN 978-1-304-97576-8 — преко Google Books.
- Kamenetsky, Ihor (1977). Nationalism and Human Rights: Processes of Modernization in the USSR. Littleton, Colorado: Association for the Study of the Nationalities (USSR and East Europe) Incorporated. ISBN 9780872871434. LCCN 77001257.
- Kisse, Anton (2006). Vozrozhdeniye bolgar Ukrainy Возрождение болгар Украины [Revival of the Bulgarians in Ukraine] (на језику: руски). Odesa: Optimum. стр. 153. ISBN 9789663440903 — преко Google Books.
- Knight, Amy (1995). Beria: Stalin's First Lieutenant. Princeton, N.J.: Princeton University Press. ISBN 9780691010939. LCCN 93003937.
- Kucherenko, Olga (2016). Soviet Street Children and the Second World War: Welfare and Social Control under Stalin. London: Bloomsbury Publishing. ISBN 9781474213448. LCCN 2015043330.
- Kurtiev, Refat; Kandim, Yunus; Muslimova, Edie; Suleymanov, Seyran (2004). Deportatsiya krymskikh tatar 18 maya 1944 goda. Kak eto bylo: vospominaniya deportirovannykh Депортация крымских татар 18 мая 1944 года. Как это было: воспоминания депортированных [Deportation of the Crimean Tatars on May 18, 1944. How it was: memories of the deportees] (на језику: руски). Simferopol: Odzhak. ISBN 9789668535147. OCLC 255117144 — преко Google Books.
- Lee, Jongsoo James (2006). The Partition of Korea After World War II: A Global History. New York City: Springer. ISBN 9781403983015. LCCN 2005054895.
- Legters, Lyman H. (1992). „The American Genocide”.  Ур.: Lyden, Fremont J. Native Americans and Public Policy. Pittsburgh: University of Pittsburgh Press. ISBN 9780822976820. OCLC 555693841 — преко Google Books.
- Levene, Mark (2013). The crisis of genocide: Annihilation: Volume II: The European Rimlands 1939-1953. New York City: Oxford University Press. ISBN 9780191505553. LCCN 2013942047 — преко Google Books.
- Magocsi, Paul R. (2010). A History of Ukraine: The Land and Its Peoples. Toronto: University of Toronto Press. ISBN 9781442610217. LCCN 96020027. OCLC 899979979.
- Manley, Rebecca (2012). To The Tashkent Station: Evacuation and Survival in the Soviet Union at War. Ithaca, New York: Cornell University Press. ISBN 9780801457760. OCLC 979968105.
- Merridale, Catherine (2007). Ivan's War: Life and Death in the Red Army, 1939-1945. New York City: Henry Holt and Company. ISBN 9780571265909. LCCN 2005050457.
- Moss, Walter G. (2008). An Age of Progress?: Clashing Twentieth-Century Global Forces. London: Anthem Press. ISBN 9780857286222. LCCN 2007042449. OCLC 889947280.
- Motadel, David (2014). Islam and Nazi Germany's War. Harvard University Press. стр. 235. ISBN 9780674724600. OCLC 900907482 — преко Google Books.
- Naimark, Norman (2010). Stalin's Genocides. Princeton, N. J.: Princeton University Press. ISBN 9780691152387. LCCN 2010019063 — преко Google Books.
- Olson, James Stuart; Pappas, Lee Brigance; Pappas, Nicholas Charles (1994). An Ethnohistorical Dictionary of the Russian and Soviet Empires. Westport, Conn.: Greenwood Publishing Group. ISBN 9780313274978. OCLC 27431039.
- Parrish, Michael (1996). The Lesser Terror: Soviet State Security, 1939-1953. Westport, Conn.: Greenwood Publishing Group. ISBN 9780275951139. OCLC 473448547 — преко Google Books.
- Polian, Pavel (2004). Against Their Will: The History and Geography of Forced Migrations in the USSR. Budapest; New York City: Central European University Press. ISBN 9789639241688. LCCN 2003019544.
- Reid, Anna (2015). Borderland: A Journey Through the History of Ukraine. New York City: Hachette, UK. ISBN 9781780229287. LCCN 2015938031 — преко Google Books.
- Requejo, Ferran; Nagel, Klaus-Jürgen (2016). Federalism Beyond Federations: Asymmetry and Processes of Resymmetrisation in Europe (repeated изд.). Surrey, England: Routledge. ISBN 9781317136125. LCCN 2010033623. OCLC 751970998.
- Rywkin, Michael (1994). Moscow's Lost Empire. Armonk, N.Y.: M.E. Sharpe. ISBN 9781315287713. LCCN 93029308. OCLC 476453248 — преко Google Books.
- Sandole, Dennis J.D.; Byrne, Sean; Sandole-Staroste, Ingrid; Senehi, Jessica (2008). Handbook of Conflict Analysis and Resolution. London: Routledge. ISBN 9781134079636. LCCN 2008003476. OCLC 907001072 — преко Google Books.
- Skutsch, Carl (2013). Encyclopedia of the World's Minorities. New York: Routledge. ISBN 9781135193881. OCLC 863823479 — преко Google Books.
- Smele, Jonathan D. (2015). Historical Dictionary of the Russian Civil Wars, 1916-1926. Lanham: Rowman & Littlefield. ISBN 9781442252813. OCLC 985529980.
- Smoly, Valery (2004). Кримські татари: шлях до повернення : кримськотатарський національний рух (друга половина 1940-х-початок 1990-х років) очима Радянських спецслужб : збірник документів та матеріалів (на језику: украјински). Kyiv: Ін-т історії України. ISBN 978-966-02-3286-0 — преко Google Books.
- Spring, Peter (2015). Great Walls and Linear Barriers. Barnsley, South Yorkshire: Pen and Sword Books. ISBN 9781473853843. LCCN 2015458193.
- Studies on the Soviet Union (1970). Studies on the Soviet Union. Munich: Institute for the Study of the USSR. OCLC 725829715.
- Stronski, Paul (2010). Tashkent: Forging a Soviet City, 1930–1966. Pittsburgh: University of Pittsburgh Press. ISBN 9780822973898. LCCN 2010020948.
- Syed, Muzaffar Husain; Akhtar, Saud; Usmani, B.D. (2011). A Concise History of Islam. New Delhi: Vij Books India. ISBN 9789382573470. OCLC 868069299.
- Tanner, Arno (2004). The Forgotten Minorities of Eastern Europe: The History and Today of Selected Ethnic Groups in Five Countries. Helsinki: East-West Books. ISBN 9789529168088. LCCN 2008422172. OCLC 695557139 — преко Google Books.
- Tatz, Colin; Higgins, Winton (2016). The Magnitude of Genocide. Santa Barbara, CA: ABC-CLIO. ISBN 9781440831614. LCCN 2015042289. OCLC 930059149 — преко Google Books.
- Travis, Hannibal (2010). Genocide in the Middle East: The Ottoman Empire, Iraq, and Sudan. Durham, N.C.: Carolina Academic Press. ISBN 9781594604362. LCCN 2009051514. OCLC 897959409.
- Tweddell, Colin E.; Kimball, Linda Amy (1985). Introduction to the Peoples and Cultures of Asia. Englewood Cliffs, N.J.: Prentice-Hall. ISBN 9780134915722. LCCN 84017763. OCLC 609339940.
- Uehling, Greta (2004). Beyond Memory: The Crimean Tatars' Deportation and Return. Palgrave. ISBN 9781403981271. LCCN 2003063697. OCLC 963444771 — преко Google Books.
- Vardy, Steven Béla; Tooley, T. Hunt; Vardy, Agnes Huszar (2003). Ethnic Cleansing in Twentieth-century Europe. New York City: Social Science Monographs. ISBN 9780880339957. OCLC 53041747.
- Viola, Lynne (2007). The Unknown Gulag: The Lost World of Stalin's Special Settlements. Oxford: Oxford University Press. ISBN 9780195187694. LCCN 2006051397. OCLC 456302666.
- Weiner, Amir (2003). Landscaping the Human Garden: Twentieth-century Population Management in a Comparative Framework. Stanford, California: Stanford University Press. ISBN 9780804746304. LCCN 2002010784. OCLC 50203946.
- Wezel, Katja (2016). Geschichte als Politikum: Lettland und die Aufarbeitung nach der Diktatur [History as a political issue: Latvia and coming to terms with it after the dictatorship] (на језику: немачки). Berlin: BWV Verlag. ISBN 9783830534259. OCLC 951013191.
- Williams, Brian Glyn (2001). The Crimean Tatars: The Diaspora Experience and the Forging of a Nation. Boston: BRILL. ISBN 9789004121225. LCCN 2001035369. OCLC 46835306.
- Williams, Brian Glyn (2015). The Crimean Tatars: From Soviet Genocide to Putin's Conquest. London, New York: Oxford University Press. ISBN 9780190494728. LCCN 2015033355. OCLC 910504522.

### Онлајн извори
- Banerji, Robin (23. 10. 2012). „Crimea's Tatars: A fragile revival”. BBC News. Приступљено 4. 8. 2017.
- Colborne, Michael (19. 5. 2016). „For Crimean Tatars, it is about much more than 1944”. Al Jazeera. Приступљено 4. 8. 2017.
- Grytsenko, Oksana (8. 7. 2013). „'Haytarma', the first Crimean Tatar movie, is a must-see for history enthusiasts”. Kyiv Post. Приступљено 22. 10. 2013.
- John, Tara (13. 5. 2016). „The Dark History Behind Eurovision's Ukraine Entry”. Time. Приступљено 4. 8. 2017.
- Kamm, Henry (8. 2. 1992). „Chatal Khaya Journal; Crimean Tatars, Exiled by Stalin, Return Home”. The New York Times.
- Lillis, Joanna (2014). „Uzbekistan: Long Road to Exile for the Crimean Tatars”. EurasiaNet. Приступљено 4. 8. 2017.
- Nechepurenko, Ivan (26. 4. 2016). „Tatar Legislature Is Banned in Crimea”. The New York Times. Приступљено 4. 8. 2017.
- O'Neil, Lorena (1. 8. 2014). „Telling Crimea's Story Through Children's Books”. NPR. Приступљено 4. 8. 2017.
- Shabad, Theodore (11. 3. 1984). „Crimean Tatar Sentenced to 6th Term of Detention”. The New York Times. Приступљено 4. 8. 2017.
- „Crimean Tatars recall mass exile”. BBC News. 18. 5. 2004. Приступљено 4. 8. 2017.
- „A Struggle for Home: The Crimean Tatars”. International Documentary Film Festival Amsterdam. 2016. Архивирано из оригинала 04. 08. 2017. г. Приступљено 4. 8. 2017.
- „Ukraine's Parliament Recognizes 1944 'Genocide' Of Crimean Tatars”. Radio Free Europe. 21. 1. 2016. Приступљено 4. 8. 2017.
- „Crimea Tatars say leader banned by Russia from returning”. Reuters. 22. 4. 2014. Приступљено 4. 8. 2017.
- „The Ukrainian Quarterly, Volumes 60-61”. Ukrainian Congress Committee of America. 2004. Приступљено 4. 8. 2017 — преко Google Books.
- „Some 10,000 people in Ukraine now affected by displacement, UN agency says”. UN News Centre. 20. 5. 2014. Приступљено 4. 8. 2017.

### Чланци из часописа
- Bezverkha, Anastasia (2017). „Reinstating Social Borders between the Slavic Majority and the Tatar Population of Crimea: Media Representation of the Contested Memory of the Crimean Tatars' Deportation”. Journal of Borderlands Studies. 32 (2): 127—139. S2CID 148535821. doi:10.1080/08865655.2015.1066699.
- Blank, Stephen (2015). „A Double Dispossession: The Crimean Tatars After Russia's Ukrainian War”. Genocide Studies and Prevention. 9 (1): 18—32. doi:10.5038/1911-9933.9.1.1271 .
- Chang, Jon K. (2019). „Ethnic Cleansing and Revisionist Russian and Soviet History”. Academic Questions. 32 (2): 270. S2CID 150711796. doi:10.1007/s12129-019-09791-8.
- Dufaud, Grégory (2007). „La déportation des Tatars de Crimée et leur vie en exil (1944-1956): Un ethnocide?” [The deportation of the Crimean Tatars and their life in exile (1944-1956): An ethnocide?]. Vingtième Siècle. Revue d'Histoire (на језику: француски). 96 (1): 151—162. JSTOR 20475182. doi:10.3917/ving.096.0151.
- Finnin, Rory (2011). „Forgetting Nothing, Forgetting No One: Boris Chichibabin, Viktor Nekipelov, and the Deportation of the Crimean Tatars”. The Modern Language Review. 106 (4): 1091—1124. JSTOR 10.5699/modelangrevi.106.4.1091. S2CID 164399794. doi:10.5699/modelangrevi.106.4.1091.
- Fisher, Alan W. (1987). „Emigration of Muslims from the Russian Empire in the Years After the Crimean War”. Jahrbücher für Geschichte Osteuropas. 35 (3): 356—371. JSTOR 41047947.
- Hirsch, Francine (2002). „Race without the Practice of Racial Politics”. Slavic Review. 61 (1): 30—43. JSTOR 2696979. S2CID 147121638. doi:10.2307/2696979.
- Potichnyj, Peter J. (1975). „The Struggle of the Crimean Tatars”. Canadian Slavonic Papers. 17 (2–3): 302—319. JSTOR 40866872. doi:10.1080/00085006.1975.11091411.
- Rosefielde, Steven (1997). „Documented homicides and excess deaths: New insights into the scale of killing in the USSR during the 1930s”. Communist and Post-Communist Studies. 30 (3): 321—31. PMID 12295079. doi:10.1016/S0967-067X(97)00011-1.
- Statiev, Alexandar (2010). „Soviet ethnic deportations: intent versus outcome”. Journal of Genocide Research. 11 (2–3): 243—264. S2CID 71905569. doi:10.1080/14623520903118961.
- Uehling, Greta (2002). „Sitting on Suitcases: Ambivalence and Ambiguity in the Migration Intentions of Crimean Tatar Women”. Journal of Refugee Studies. 15 (4): 388—408. doi:10.1093/jrs/15.4.388.
- Uehling, Greta (2015). „Genocide's Aftermath: Neostalinism in Contemporary Crimea”. Genocide Studies and Prevention. 9 (1): 3—17. doi:10.5038/1911-9933.9.1.1273 .
- Vardys, V. Stanley (1971). „The Case of the Crimean Tatars”. The Russian Review. 30 (2): 101—110. JSTOR 127890. doi:10.2307/127890.
- Weiner, Amir (2002). „Nothing but Certainty”. Slavic Review. 61 (1): 44—53. JSTOR 2696980. S2CID 159548222. doi:10.2307/2696980.
- Williams, Brian Glyn (2002a). „Hidden ethnocide in the Soviet Muslim borderlands: The ethnic cleansing of the Crimean Tatars”. Journal of Genocide Research. 4 (3): 357—373. S2CID 72722630. doi:10.1080/14623520220151952.
- Williams, Brian Glyn (2002b). „The Hidden Ethnic Cleansing of Muslims in the Soviet Union: The Exile and Repatriation of the Crimean Tatars”. Journal of Contemporary History. 37 (3): 323—347. JSTOR 3180785. S2CID 220874696. doi:10.1177/00220094020370030101.
- Zeghidour, Sliman (2014). „Le désert des Tatars” [The Tatar desert]. Médium (на језику: француски). 40 (3): 83. doi:10.3917/mediu.040.0083.

### Међународни и невладини извори
- Prokopchuk, Natasha (8. 6. 2005).  Tan, Vivian, ур. „Helping Crimean Tatars feel at home again”. UNHCR. Приступљено 5. 9. 2017.
- Amnesty International (1973). „A Chronicle of Current Events - Journal of the Human Rights Movement in the USSR” (PDF).
- Human Rights Watch (1991). „Punished Peoples" of the Soviet Union: The Continuing Legacy of Stalin's Deportations” (PDF). New York City. LCCN 91076226.
- Office of the United Nations High Commissioner for Human Rights (2015). „Report on the human rights situation in Ukraine” (PDF). Приступљено 4. 8. 2017.
- Office of the United Nations High Commissioner for Human Rights (2014). „Report of the Special Rapporteur on minority issues, Rita Izsák - Addendum - Mission to Ukraine” (PDF). Приступљено 4. 8. 2017.
- Office of the United Nations High Commissioner for Human Rights (2016).  Rupert Colville, ур. „Press briefing notes on Crimean Tatars”. Geneva. Приступљено 4. 8. 2017.